# 川崎恭治
川崎恭治（日语：／ Kawasaki Kyōji ?，1930年8月4日—），日本物理學家，專長為化學物理學、統計力學。
2001年，川崎教授因有關「協助人們瞭解凝聚態系統的動態現象，特別是近臨界流體和非線性問題的模耦合理論，比如在sheared fluids與phase separations的臨界現象」的貢獻，獲得日本人第2座波茲曼獎。

## 生平
1953年九州大學畢業（B.Sc.）。1953年獲得物理學碩士（九州大學）。1959年獲得物理學博士（杜克大學）。此後服務於日本、美國的若干機構。
- 1959年–1960年 九州大學JSPS特別研究員
- 1960年–1962年 京都大學JSPS特別研究員
- 1962年–1963年 名古屋大學講師
- 1963年–1966年 麻省理工學院副研究員
- 1966年–1970年 九州大學副教授
- 1970年–1972年 天普大學副教授
- 1972年–1973年 天普大學教授
- 1973年–1976年 九州大學基礎物理研究所教授
- 1976年–2001年 九州大學物理系教授
- 2001年–2007年 中部大學物理系教授
- 2008年至今 福岡工業大學（日语：福岡工業大学）電子研究實驗室

## 貢獻
闡明凝聚態系統的動態現象。

## 榮譽
- 1972年 仁科芳雄獎[3]
- 1992年 洪堡研究奖
- 2001年 波茲曼獎
- Ulam Scholar, 2001-02[4]

## 外部連結
- KAKEN - 川崎 恭治(40037164) （页面存档备份，存于）